# Allegorie di Brescia

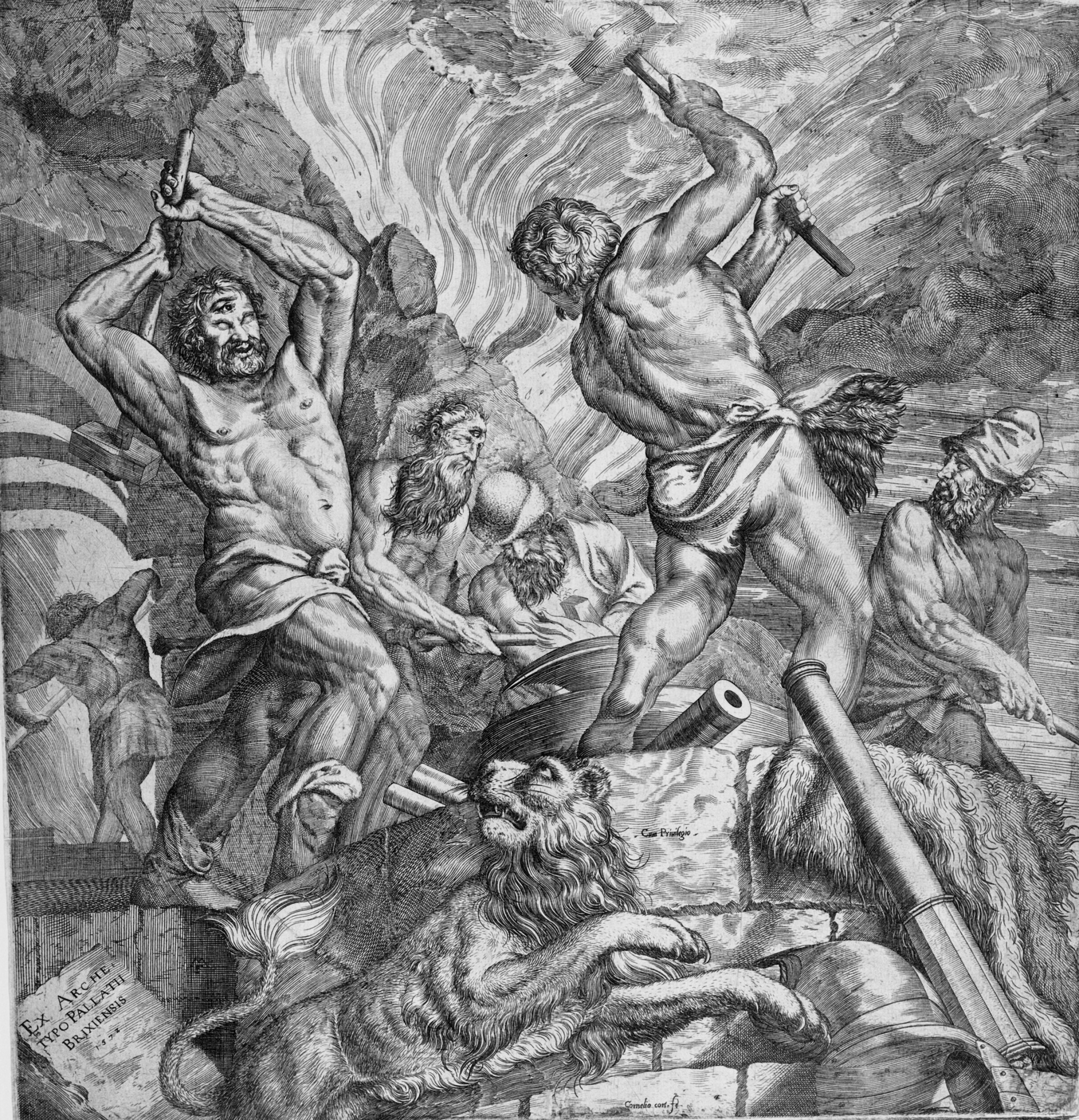
Cerchia di Cornelis Cort, tratto da Tiziano Vecellio, La Fucina di Vulcano (Allegoria di Brescia armiera), 1572, bulino. Conservato a Brescia presso i musei civici di Arte e Storia (Gabinetto dei disegni e delle stampe).

Le Allegorie di Brescia erano un ciclo pittorico di tre dipinti, realizzati dal pittore Tiziano Vecellio tra il 1565 e il 1569 per il soffitto del salone di palazzo della Loggia a Brescia. Tali opere erano state commissionate dalle autorità cittadine al maestro cadorino e rappresentavano le virtù principali della città nel contesto del palazzo rinascimentale, allora ancora in fase di ultimazione. 
Il tema e i soggetti delle tre tele erano stati scelti dai committenti bresciani e le opere, rispettivamente, erano: 
- Apoteosi di Brescia circondata da Minerva e Marte
- Fucina di Vulcano
- Cerere e Bacco

Queste imprese pittoriche del Tiziano, tuttavia, andarono perdute in un rovinoso incendio nel 1575 che, oltre ai tre pregevoli dipinti, distrusse per intero gli apparati decorativi ed architettonici della grande sala, ristrutturata e rimaneggiata dall'intervento dell'architetto Luigi Vanvitelli nel corso del Settecento.

## Premesse e contesto culturale

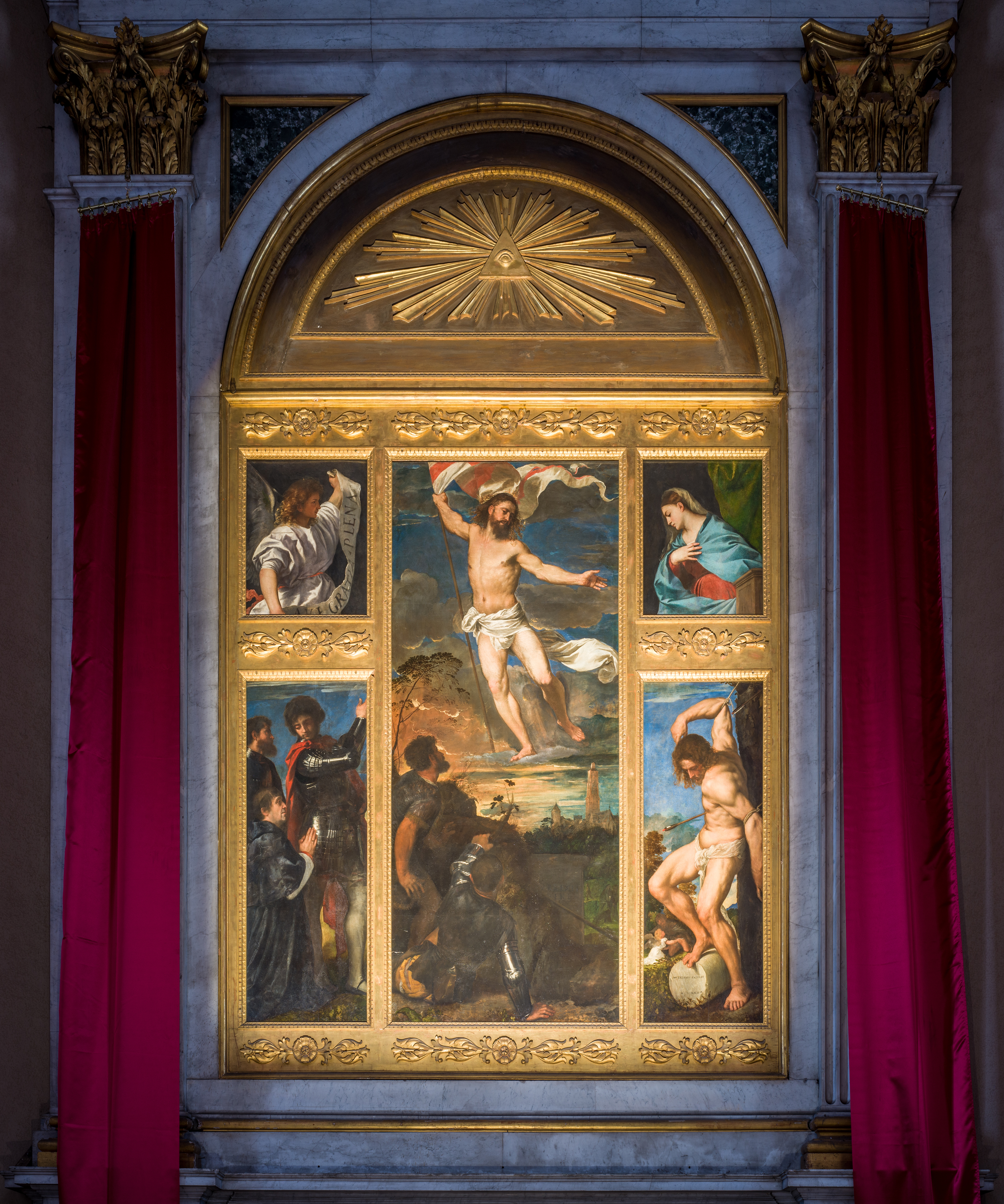
Il Polittico Averoldi di Tiziano (1522), conservato nella Collegiata dei Santi Nazaro e Celso a Brescia.

### Ripresa del cantiere della Loggia e maestranze forestiere
Le autorità municipali bresciane, sullo scorcio della seconda metà del Cinquecento, promossero con decisione una ripresa dei cantieri di palazzo della Loggia, ormai fermo da diversi anni per vicissitudini legate ad eventi bellici e politici. In occasione di tale evento fu richiesta la consulenza dell'architetto Andrea Palladio, in visita a Brescia ben quattro volte tra il 1550, il 1562, il 1567 e il 1575.
Lo stesso Palladio, del resto, può essere incluso in una cerchia di figure che, appartenenti ad un contesto esterno a quello bresciano, furono consultate dagli amministratori comunali per garantire un contributo artistico originale, soprattutto in termini di linguaggio figurativo ed architettonico: tra gli altri, furono coinvolti nei lavori di palazzo della Loggia Jacopo Sansovino, Galeazzo Alessi, Giovanni Antonio Rusconi ed il medesimo Tiziano.
Quest'ultimo, oltretutto, aveva già avuto modo di farsi apprezzare nel contesto artistico bresciano grazie all'arrivo in città, nel 1522, del polittico Averoldi: l'opera, collocata nella collegiata dei Santi Nazaro e Celso, divenne un fondamentale modello d'ispirazione per i maestri del più maturo Rinascimento bresciano, tra i quali figurano il Romanino, il Moretto e il Savoldo.

### Linguaggi artistici innovativi

Una veduta d'insieme di palazzo della Loggia nell'omonima piazza.

Con la scomparsa dei protagonisti della pittura rinascimentale bresciana, la stessa scena artistica locale dovette valutare nuove e originali soluzioni stilistiche: la consulenza richiesta al Palladio nel 1550, nell'ambito del rinnovato cantiere della Loggia, figura in tal senso come un'inedita volontà di sperimentazione artistica. Un segnale altrettanto evidente è, senza alcun dubbio, il nuovo linguaggio figurativo espresso dai fratelli cremonesi Giulio ed Antonio Campi, i quali ebbero modo di occuparsi della decorazione pittorica della sala dei Giureconsulti dello stesso palazzo della Loggia, testimonianza manifesta di un'arte a tutti gli effetti manierista.
Nel 1554, oltretutto, giunse a Brescia Jacopo Sansovino, consultato dalle autorità cittadine circa un eventuale innalzamento del secondo ordine della Loggia. È proprio in questo contesto di frenetici lavori e rinnovati cantieri che l'esordiente pittore bresciano Cristoforo Rosa ebbe modo di sviluppare un proprio linguaggio artistico, improntato su una forte componente architettonica illusoria: il risultato di questa originale sintesi sarebbe stato, a detta delle fonti seicentesche di area veneta, un nuovo genere pittorico inventato a Brescia e definito "quadratura".
Il successo raggiunto da Cristoforo, ma anche dal fratello Stefano Rosa, varcò i confini locali e si propagò anche in area lagunare, tant'è vero che gli stessi fratelli Rosa dipinsero, nel corso del 1556, il soffitto della chiesa della Madonna dell'Orto a Venezia. Tra il 1557 e il 1560, invece, ebbero modo di occuparsi della decorazione del vestibolo della Biblioteca nazionale Marciana, impresa che vedeva la supervisione dello stesso Sansovino per le parti architettoniche e, per la scelta dei pittori, del medesimo Tiziano.

## Storia

### La commissione della decorazione pittorica del salone

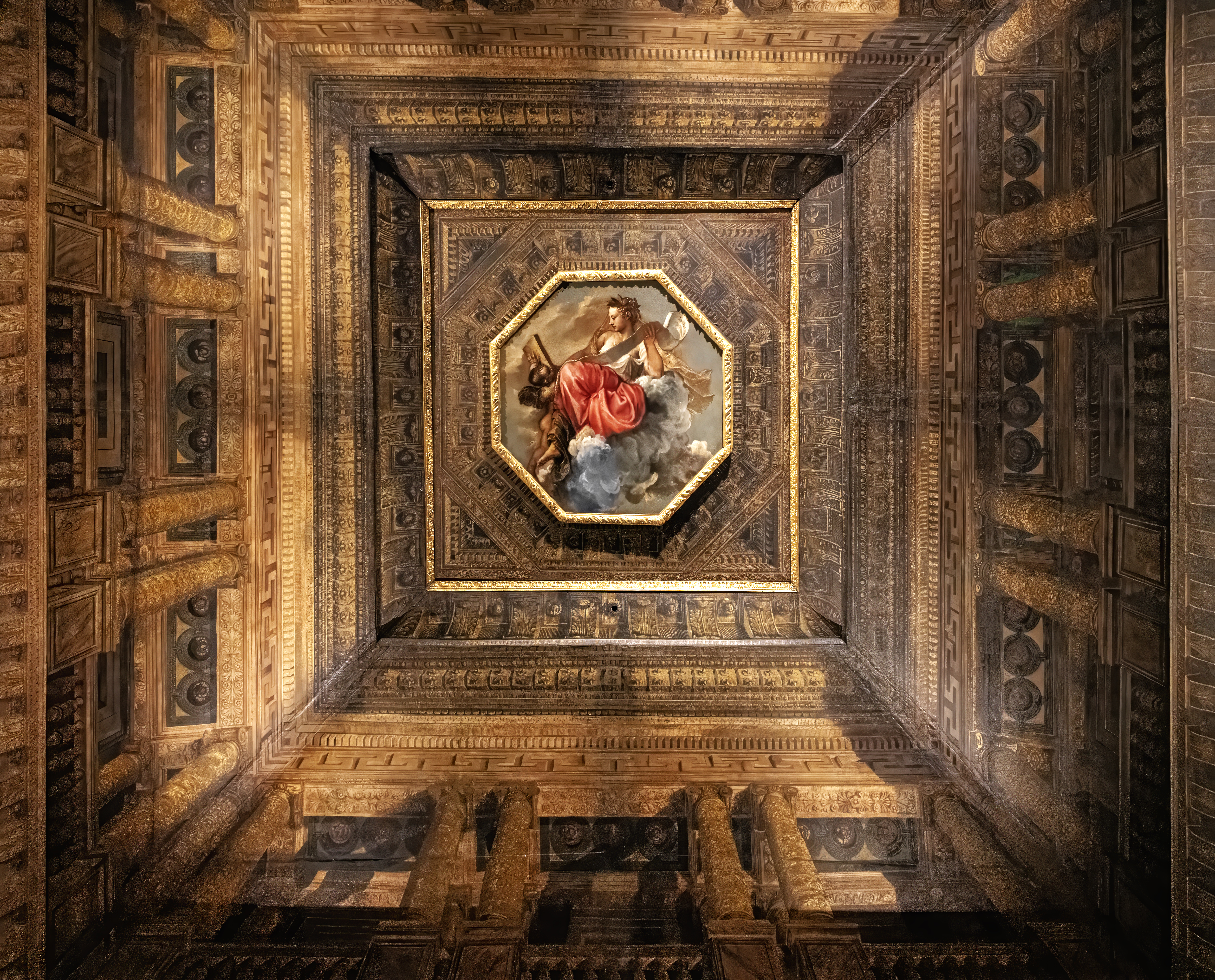
Tiziano Vecellio, Allegoria della sapienza (entro quadrature di Cristoforo e Stefano Rosa), 1560 ca., Biblioteca nazionale Marciana.

Gli artisti summenzionati, tutti protagonisti della decorazione pittorica ed architettonica della Biblioteca Nazionale Marciana, furono poi convocati presso il cantiere bresciano della Loggia, trovandosi così a lavorare nuovamente insieme. Nel febbraio del 1564, lo stesso Cristoforo Rosa fu incaricato di dipingere le quadrature sull'intavolato che copriva la volta del salone della Loggia; poco tempo dopo, il 3 ottobre dello stesso anno, i deputati delle pubbliche fabbriche bresciane affidarono a Tiziano la realizzazione di tre grandi tele per il medesimo ambiente.
I contatti tra le autorità pubbliche bresciane e il maestro cadorino, tra l'altro, erano stati resi possibili proprio dallo stesso Cristoforo Rosa, il cui figlio Pietro era stato mandato, nel corso del 1563, presso la bottega del Tiziano, dove poté compiere la sua formazione artistica e pittorica. A sancire ulteriormente il legame tra le due famiglie, inoltre, fu celebrato il 9 febbraio 1568, il matrimonio tra un'altra figlia di Cristoforo, Valeria Rosa, e Giacomo, figlio di un cugino del Tiziano.
Alla luce di questi intrecci familiari e non solo professionali, dunque, lo stesso Cristoforo Rosa si trovò a dover svolgere la delicata funzione di mediatore tra le autorità bresciane e il maestro cadorino, dovendo spesso gestire, tra l'altro, tensioni e conflitti tra le due parti.

### La scelta dei soggetti e il coinvolgimento di Tiziano
Secondo la testimonianza di Baldassarre Zamboni, erudito bresciano del XVIII secolo, fu il pittore Francesco Ricchino a scegliere i soggetti per le tele del salone della Loggia: il tutto fu poi inviato nell'agosto del 1565 a Tiziano tramite degli Avvertimenti generali. Questi ultimi, nello specifico, consistevano in lungo testo che indicava nel dettaglio i temi e i soggetti delle tele, fornendo istruzioni persino sulle posture e le iconografie da raffigurare. Un estratto, al fine di comprendere la committenza bresciana, così recita:
(Zamboni, ibidem, 1778, pp. 139-142.)

## La realizzazione delle tre opere

### Apoteosi di Brescia circondata da Venere e Marte

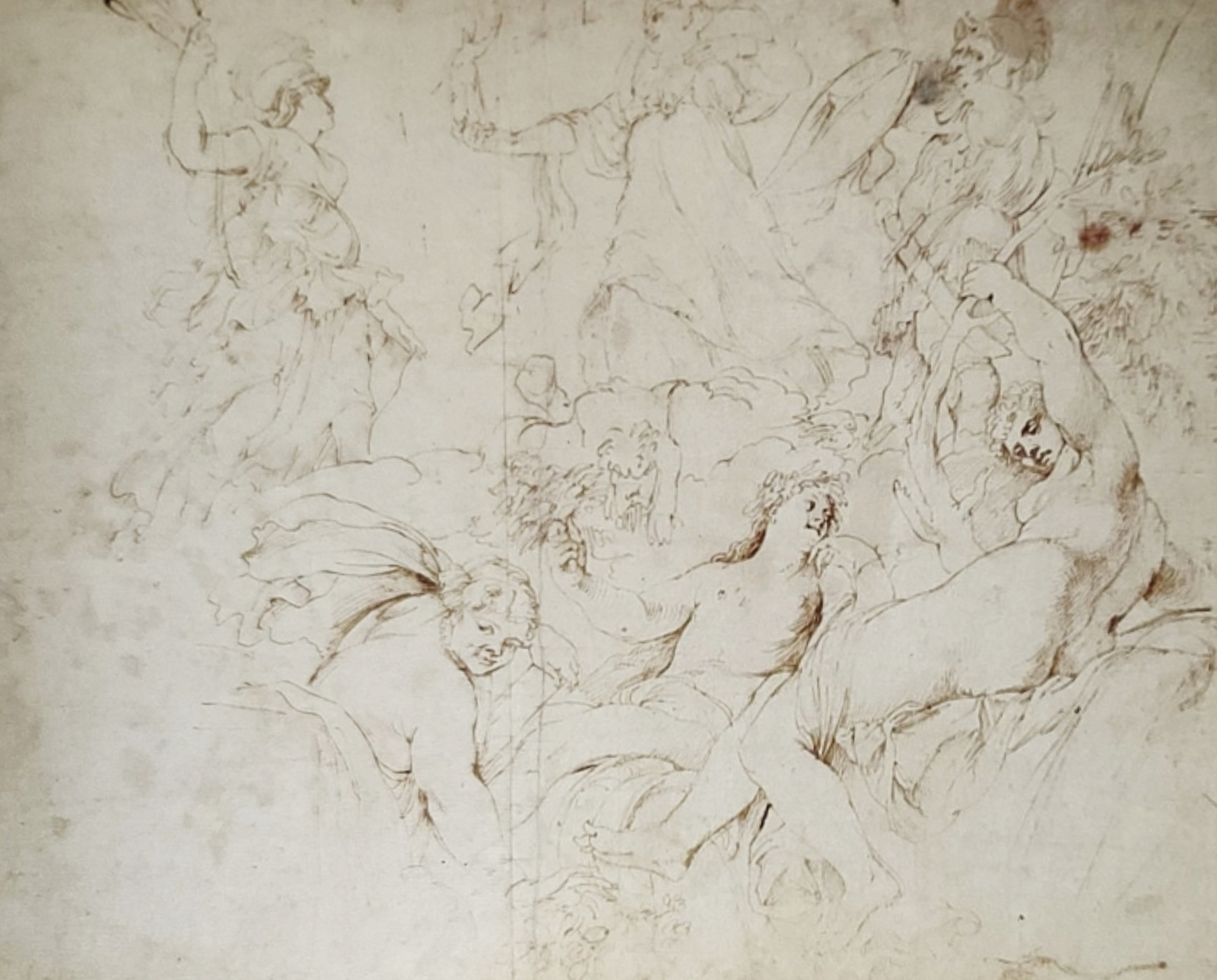
Peter Paul Rubens (attr.), Apoteosi di Brescia circondata da Minerva e Marte (da un modello di Tiziano per il dipinto della volta del salone della Loggia), penna e inchiostro, 320×384 mm. Londra, British Museum, Department of Prints and Drawings, inv. 1897,0410.12

All'inizio di settembre del 1565, dunque, Tiziano aveva già cominciato ad approntare una delle tre opere, ossia l'apoteosi di Brescia circondata da Minerva e Marte. Di quest'opera, a seguito del rovinoso incendio del 1575 della Loggia, resta soltanto un disegno di inizio Seicento, attribuito da alcuni a Peter Paul Rubens e da altri ad Antoon van Dyck e derivante forse da uno studio autografo dell'opera stessa.
Non potendo visionare l'opera originaria, è possibile delinearne una pur sommaria descrizione e ricostruzione, basandosi infatti sul già citato disegno seicentesco: si può appunto notare che, nello schema compositivo ed iconografico, Tiziano avesse rispettato pienamente le direttive fornite dalle autorità bresciane. Sono infatti pienamente riconoscibili «sei figure, una Brescia, Minerva, Marte, e tre nimphe naiadi, cioè dee di fiumi». L'allegoria della stessa città di Brescia, tra l'altro, è raffigurata come  una «donna con grave, maturo & venerando aspetto, ornata ricamente, il capo senza corona però, o regal abito, vestita a longo all'antica di veste bianchissima». Essa inoltre regge «la pelle del Leone, con la mazza di Hercole sott'i piedi, alludendo all'openione dell'antica origine», per cui le origini della città erano da attribuire ad Ercole.
A fianco di essa si trovavano, come indicato dalle autorità bresciane, Minerva «intendendo della pacifica, non della Pallade Guerriera» e Marte, «homo grande robusto, terribile & feroce nell'aspetto gli occhi infocati con sguardo minaccioso, & atroce, armato da soldato ricamente all'antica con elmo lucente.» Nella parte bassa, infine, comparivano delle ninfe sedute e «belle in habito vago, & simphale, in parte ignude, con sue ghirlande in testa di canna, & altre herbe de fiumi, piene le man de' fiori».
In occasione della realizzazione del dipinto, Tiziano richiese alle autorità cittadine di spedirgli «una armatura imbornita et lustra per poter fare la pictura di Marte più conforme al vero». La risposta dei deputati alle pubbliche fabbriche cittadine, tuttavia, fu perentoria e del tutto negativa:
(Archivio di Stato, Archivio Storico Civico, Brescia, b. 11, c.33r)
Tale affermazione, tra l'altro, dev'essere chiarita alla luce di diverse motivazioni: in primo luogo, infatti, va segnalata la preferenza espressa dai deputati bresciani verso le armature all'antica, che alludeva dunque al retaggio classico della città; in secondo luogo, invece, la netta presa di posizione degli stessi deputati era dovuta al timore che i tempi di consegna delle opere si dilatasse eccessivamente. Era infatti nota, al tempo, la poca puntualità del Tiziano nel consegnare le proprie opere, a tal punto che Cristoforo Rosa, in occasione di una visita a Venezia, fu pregato dalle autorità bresciane di verificare lo stato delle opere: lo stesso Rosa affermò che lo stesso Tiziano «finora ha uno dei quadri in bono termine, et un altro principiato». In ogni caso, non è dato sapere quale dipinto fosse stato iniziato, anche se è logico supporre che si trattasse della Fucina di Vulcano, già piuttosto famosa grazie ad un'incisione pressoché coeva, del 1572.

### La Fucina di Vulcano

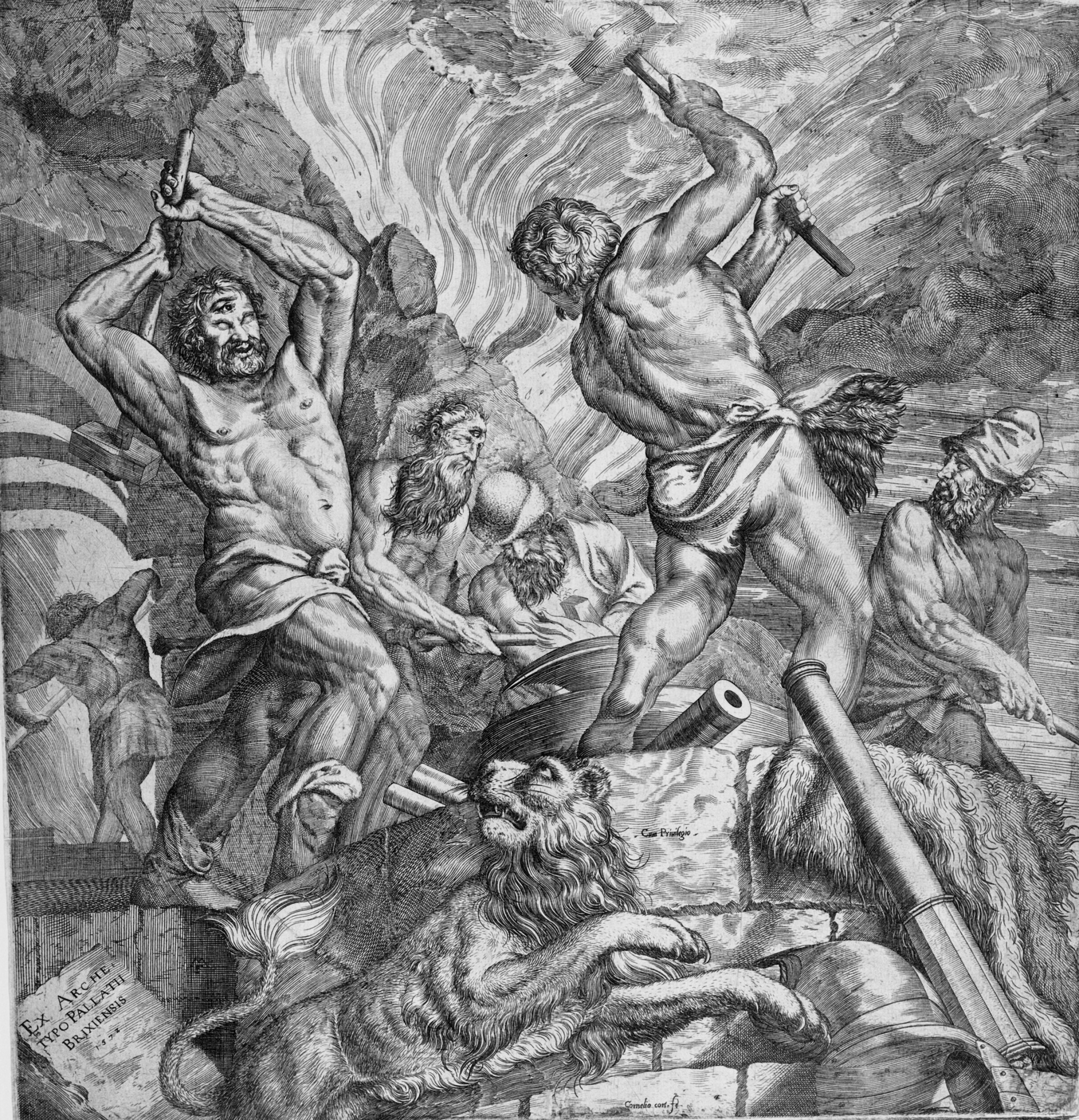
Cerchia di Cornelis Cort, tratto da Tiziano Vecellio, La Fucina di Vulcano (Allegoria di Brescia armiera), 1572, bulino. Conservato a Brescia presso i musei civici di Arte e Storia (Gabinetto dei disegni e delle stampe).

La scena illustra «la fucina col foco in una gran caverna di fatti dirupati, oscura da sé, se non quanto l'alluma el fuoco, infiammata, & in parte arsa dall'ecessivo calore. Siano ivi intorno vari stromenti, & opere fabrili, & spetialmente d'arme fabricate. [...] Il Vulcano è un vecchio brutto, & zoppo magro nel viso, & in tutto il corpo fuliginoso, & lordo, come fono i fabri, con cappelletto al antica di color diedro, d'il resto va ignudo o vero con pochi arazzi. I Ciclopi ministri de' Vulcano siano trei almeno di eccessiva statura, ben norbuti & robusti, di tutto ignudi, con un fol occhio grande & rotondo nella fronte».
In data 15 gennaio 1566, tra l'altro, fu consegnato a Tiziano un acconto di cento scudi da parte di un ambasciatore bresciano, il quale testimoniò che:
(Zamboni, ibidem.)
In ogni caso, pur non venendo menzionata una terza tela, è molto probabile che arrivati alla primavera dello stesso 1566 essa fosse sicuramente in lavorazione. Non è infatti un caso se, in visita presso lo studio del pittore nella zona di Bari Grande, lo stesso Giorgio Vasari registrò la presenza di «tre quadri grandi, che vanno negli ornamenti del palco [...] per la sala del palazzo grande di Brescia.»

### Cerere e Bacco
Essendo quest'opera priva di raffigurazioni o riproduzioni, così come di descrizioni dettagliate, per ricostruirne almeno un quadro d'insieme si deve ancora una volta fare affidamento agli Avvenimenti generali:

## Vicissitudini e complicazioni

### Tempistiche e consegna delle opere

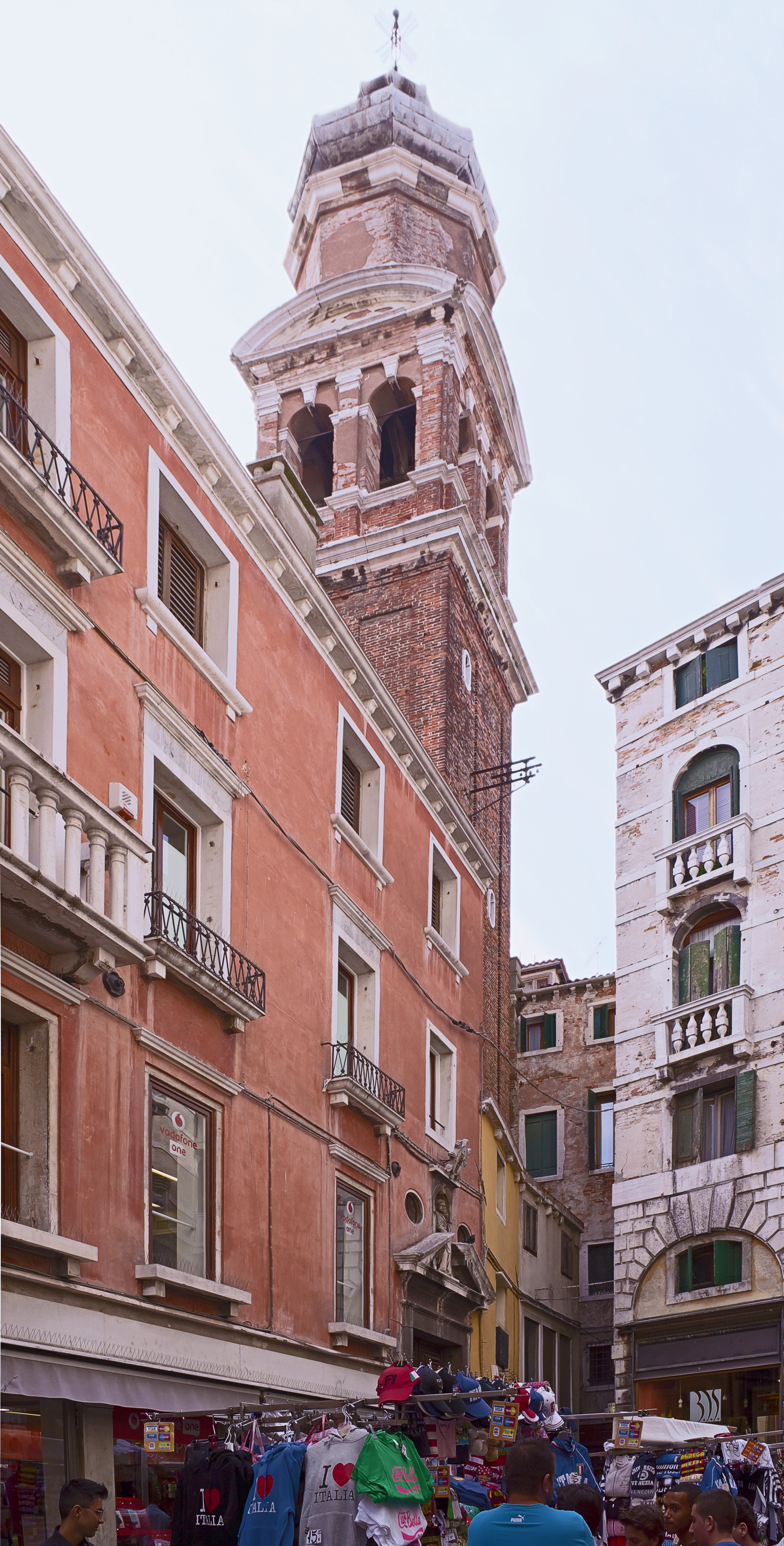
La chiesa veneziana di San Bartolomeo a Rialto, presso cui Tiziano espose, una volta terminate, l'Apoteosi di Brescia e la Fucina di Vulcano.

Il 26 giugno 1568 finalmente Tiziano rassicurò i deputati alle pubbliche fabbriche bresciane, facendo trasmettere l'annuncio secondo cui aveva «ridotto a compimento le pitture da vostre signorie ordinatemi». Questa comunicazione, tuttavia, era stata recapitata solo a seguito di una fitta ed estenuante attività diplomatica, promossa proprio dagli ambasciatori bresciani che si trovavano a Venezia. In ogni caso, prima di far recapitare le opere a Brescia, lo stesso Tiziano si riservò di esporre l'Apoteosi di Brescia e la Fucina di Vulcano nella chiesa di San Bartolomeo di Rialto.
Nonostante le iniziali promesse, alla fine di luglio fu comunicato alle autorità bresciane che si sarebbe verificato un ulteriore ritardo nella consegna delle opere, «per esser le pitture alquanto sinistre da maneggiar in dar loro la vernice in certi luoghi, la qual non si può asciugar, senza metter al sol, con brevità». Il 26 ottobre dello stesso anno, infine, una cassa contenente i dipinti lasciò Venezia per dirigersi verso la città bresciana, arrivandovi «ben condizionata» il 15 novembre e venendo consegnata, su disposizioni dello stesso Tiziano, «a messer Christoforo [Rosa] pittore suo confidente».
Sebbene possa sembrare che le burrascose vicende si fossero definitivamente concluse, si verificarono ulteriori colpi di scena ed imprevisti. Infatti i medesimi deputati bresciani, «havuta lunga consideratione», il 29 gennaio 1569 dissero che i dipinti erano:
(Archivio di Stato di Brescia, Archivio Storico Civico, b. 12, cc.134v-135r.)
Le autorità bresciane, dunque, reputavano che l'artista avesse consegnato delle opere non del tutto autografe: quella che poi nacque fu una contesa legale in merito al compenso del pittore e che, tra le altre cose, si protrasse per diversi mesi; essa si dilungò a tal punto che il pittore, rinunciando a qualsiasi tipo di azione legale, decise di incassare la somma di denaro inizialmente pattuita, affidando sempre a Cristoforo Rosa l'incarico di riscuoterla.

### La discussa paternità di Tiziano

Ritratto del pittore Tiziano Vecellio.

L'epilogo delle vicende tra Tiziano e i deputati bresciani non fu certamente felice, visto che si concluse con l'accusa, da parte degli stessi deputati bresciani, di non aver ricevuto opere autografe. Questa accusa, peraltro, assume ancora più significato alla luce dell'ormai età avanzata del pittore; secondo le fonti, tra l'altro, quest'ultimo tendeva a delegare molti dei suoi lavori ad aiutanti e membri della sua vasta ed organizzatissima bottega. Va ribadita, in tal senso, la tempistica piuttosto lunga per cui furono consegnate le opere, ossia dopo oltre quattro anni di attesa e ritardi.
D'altro canto, se è vero che l'impegno preso con le autorità bresciane non doveva rientrare tra le urgenze primarie del pittore, è comunque vero che lo stesso Tiziano, volendo ribadirne l'importanza, espose pubblicamente due delle tre opere. A testimoniare ulteriormente la rilevanza delle opere bresciane, sempre Tiziano commissionò un'incisione per la Fucina di Vulcano, facendovi esplicitamente scrivere: "ARCHETYPO PALLATTII BRIXIENSIS".
Altro elemento che giocherebbe a favore della paternità del Tiziano, inoltre, sarebbe la volontà espressa dal medesimo pittore, ai deputati bresciani, di coinvolgere dei periti affinché certificassero l'autenticità: a garanzia, l'artista si offrì, qualora fossero state giudicate opere di altro artista, di rimborsare addirittura l'intera somma versatagli in precedenza.

### L'incendio di palazzo della Loggia del 1575 e una ricostruzione della grande sala
(C.B. Zamboni, Memorie intorno alle pubbliche fabbriche  più insigni della città di Brescia, Brescia, 1778, p. 84.)

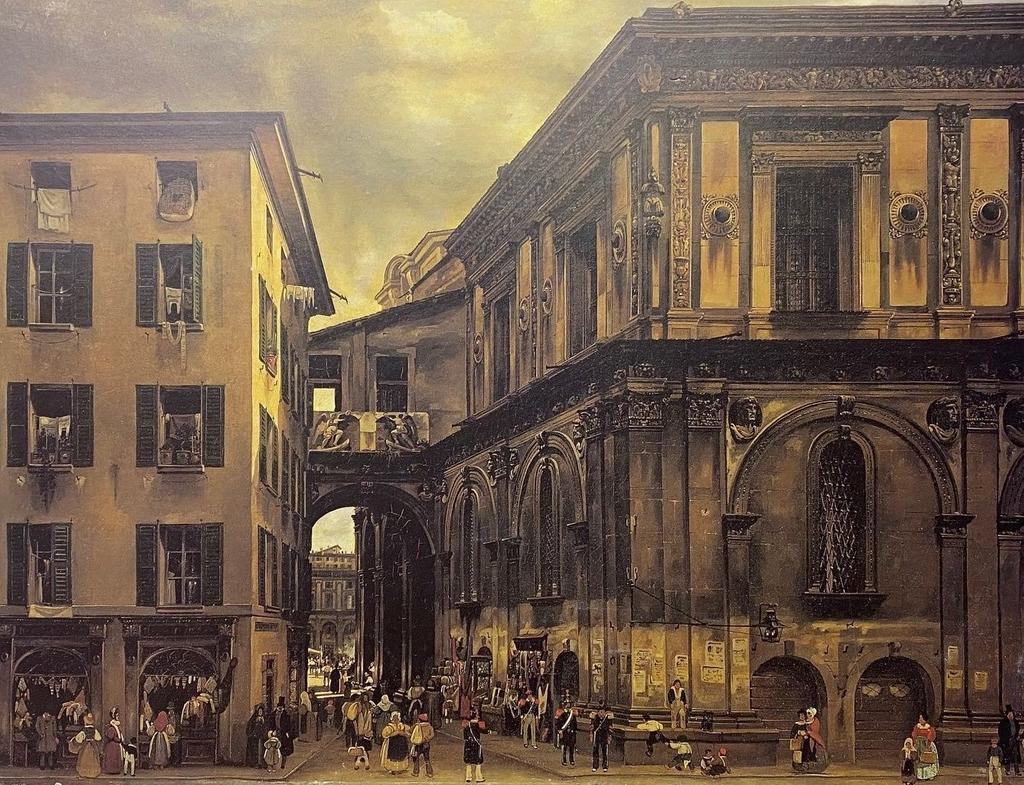
Fausto Pernici, Veduta del lato occidentale di palazzo della Loggia, 1849, olio su tela.

A seguito del rovinoso incendio che, verificatosi il 18 gennaio 1575, distrusse in poche ore la sala del piano superiore della Loggia, Andrea Palladio fu tempestivamente informato dell'evento e manifestò «l'infinito dispiacere che così bella opera di fabrica [fosse] rovinata perché in tutta Europa non era altra più bella». Proprio a seguito di tale evento, comunque, risulta impossibile ricostruire con precisione la planimetria della grande sala o delle opere che essa conteneva: pertanto, le uniche fonti consultabili sono documenti d'archivio e le testimonianze dei contemporanei. A tal proposito, la prima testimonianza in ordine cronologico è proprio l'opera del Vasari, il quale ebbe modo di visitare Brescia nel 1566 e così descrisse il salone e le sue opere, concentrandosi in particolare modo sulle quadrature dei fratelli Rosa:
(Giorgio Vasari, ibidem, V, 1984, p. 431.)

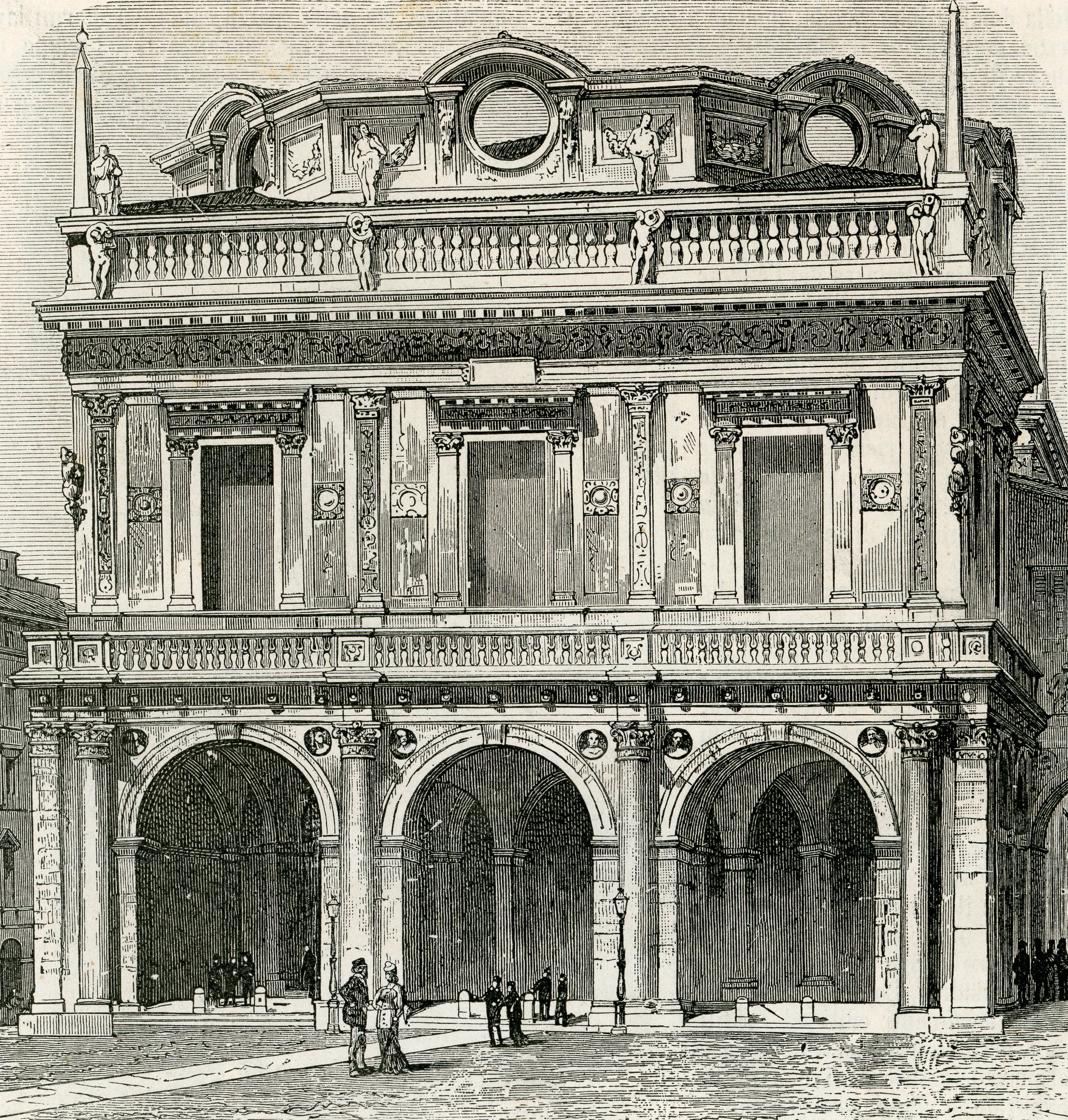
Una xilografia di palazzo della loggia realizzata a fine Ottocento.

Ad onor del vero, la testimonianza del Vasari risale ad un periodo in cui la sala non era stata ancora terminata; vent'anni dopo, invece, l'opera di Patrizio Spini grazie all'aiuto di un «eccellente architetto», restituisce un quadro più completo, relativo dunque alla sala ormai terminata ed ultimata in tutti i suoi aspetti. In questi termini viene descritta la decorazione del soffitto:
(Patrizio Spini, ibidem, p.331.)
Altra ricostruzione, questa volta databile al Settecento, è quella fornita dall'architetto Gaspare Turbini che realizzò alcune plausibili ricostruzioni dell'assetto planimetrico della grande sala: il soffitto della sala, composto dall'intavolato decorato con finte architetture dai fratelli Rosa, accoglieva i tre dipinti del Tiziano, con al centro l'Apoteosi di Brescia, ad oriente Cerere e Bacco e, ad occidente la Fucina di Vulcano, in modo da occupare tutta la lunghezza della sala. Sempre basandosi sulle fonti, inoltre, è possibile dedurre che i dipinti avessero forma ottagonale e fossero ampi dodici braccia (secondo il Vasari, invece, dieci e a detta del Ridolfi 14 braccia). La larghezza plausibile delle tele, dunque, sarebbe approssimabile a circa 5 metri; la dimensione eccezionale di queste opere, uniche nel panorama bresciano, va ricondotta all'importanza del luogo, ma anche alla volontà di emulare i celebri teleri che, a Venezia, ricoprivano i soffitti delle sale di palazzo Ducale.